# Matos Costa
Matos Costa là một đô thị thuộc bang Santa Catarina, Brasil. Đô thị này có diện tích 432,177 km², dân số năm 2007 là 2818 người, mật độ 8,9 người/km².